# Етан (Кондом)
Етан (фр. Estang) насеље је и општина у јужној Француској у региону Миди Пирене, у департману Жерс која припада префектури Кондом.
По подацима из 2011. године у општини је живело 624 становника, а густина насељености је износила 27,72 становника/km². Општина се простире на површини од 22,51 km². Налази се на средњој надморској висини од 90 метара (максималној 157 m, а минималној 82 m).

## Демографија
| 1962. | 1968. | 1975. | 1982. | 1990. | 1999. | 2011. |
| ----- | ----- | ----- | ----- | ----- | ----- | ----- |
| 842   | 892   | 847   | 818   | 724   | 643   | 624   |

График промене броја становника у току последњих година